# Туреос

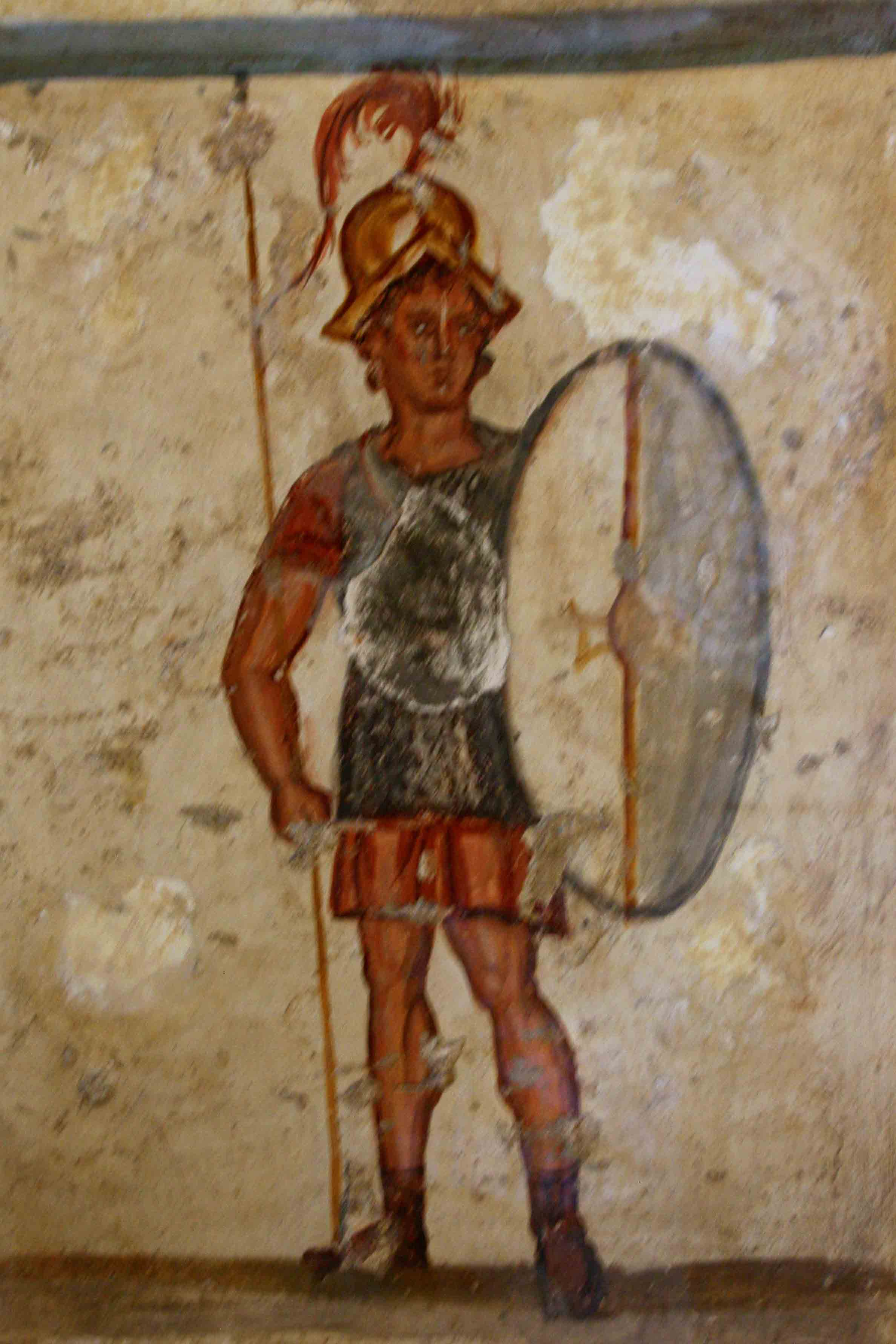
Фреска із зображенням македонського воїна з туреосом. Археологічний музей Стамбула

Ту́реос або фі́реос (грец. θυρεός) — великий овальний щит, уживаний давніми греками в III-I ст. до нашої ери. Слово θυρεός походить від грецького θύρα («двері») і відбиває схожість його форми та розмірів зі стулкою дверей. Робили його з дерева, обтягали шкірою, додатково зміцнювали умбоном. Туреос здебільшого мав овальну форму, хоча відомі та чотирикутні зразки. Піхотинців, які уживали туреос, звали туреофорами (θυρεοφόροι).
Існує кілька версій появи туреоса у Греції. Згідно з першою, він був запозичений у східних кельтів, які розселилися у долині Дунаю у III столітті до нашої ери. Згідно з другою, греки запозичили щит під час війн Пірра від осків (союзників Пірра) або від його ворогів римлян, у яких був аналогічний щит. У всякому разі, фракійцям та іллірійцям туреос був відомий раніше греків.
Діодор Сицилійський вживав назву θυρεός щодо іспанської кетри.

## Інше
- Бої на мечах з туреосом, які звалися туреомахією (θυρεομαχία), були складовою спортивних змагань.
- Латинська назва щитоподібної залози (glandula thyroidea) походить від грецького слова θυρεοειδής, яке значить «у формі туреоса».